# Post Grad
Post Grad is een Amerikaanse komediefilm uit 2009, geregisseerd door Vicky Jenson en geproduceerd door Jeff Clifford. De hoofdrollen worden vertolkt door Alexis Bledel en Zach Gilford.

## Verhaal
Ryden Malby (Alexis Bledel) weet nadat ze is afgestudeerd aan de universiteit niet echt wat ze wil. Ze wordt door omstandigheden gedwongen terug te keren naar de plaats waar ze is opgegroeid en haar jeugd heeft doorgebracht. Haar excentrieke familie maakt het Ryden niet bepaald gemakkelijker, en terwijl ze een baan en een vriendje probeert te krijgen, krijgt ze te maken met de vraag wat ze wil en wie ze nu eigenlijk echt is.

## Rolverdeling
| Acteur          | Personage            |
| --------------- | -------------------- |
| Alexis Bledel   | Ryden Malby          |
| Zach Gilford    | Adam                 |
| Bobby Coleman   | Hunter Malby         |
| Carol Burnett   | Maureen Malby        |
| Michael Keaton  | Walter Malby         |
| Rodrigo Santoro | David                |
| Jane Lynch      | Carmella Malby       |
| Anna Khaja      | Juanita              |
| Craig Robinson  | begrafenis directeur |